# Staatsstreich in Äquatorialguinea 1979
Der Staatsstreich in Äquatorialguinea 1979 (spanisch Golpe de Estado en Guinea Ecuatorial de 1979, en.: 1979 Equatorial Guinea coup d’état) war ein Putsch von Teodoro Obiang Nguema Mbasogo, der am 3. August 1979 seinen Onkel, Präsident Francisco Macías Nguema absetzte. Die Kämpfe zwischen Loyalisten und Rebellen dauerten an, bis Macías Nguema am 18. August auf der Flucht nach Kamerun gefangen genommen wurde. Er wurde wegen Völkermord am Volk der Bubi und anderer Verbrechen zum Tode verurteilt. Macías Nguema wurde am 29. September 1979 durch ein Erschießungskommando hingerichtet. Teodoro blieb Führer, zunächst als Vorsitzender des Revolutionären Militärrats (Consejo Militar Supremo) und des Obersten Militärrats und später als Präsident.

## Hintergrund

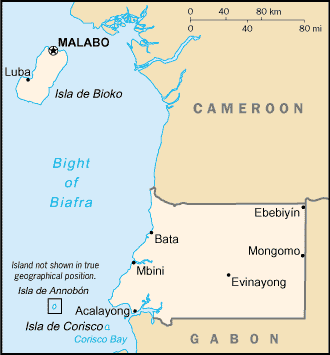
Karte von Äquatorialguinea des CIA.

Nachdem das franquinistische Spanien 1968 die Unabhängigkeit gewährt hatte, führte ein Machtkampf zwischen Macías und Atanasio Ndongo Miyone dazu, dass ersterer die Präsidentschaft übernahm. Ndongo versuchte im folgenden Jahr einen Putsch; er wurde gefangen genommen und hingerichtet. Die Gegenreaktion auf die mutmaßliche spanische Beteiligung am Putsch führte zu einer Massenflucht von Menschen spanischer Herkunft. Macías festigte in der Folge seine politische Autorität und machte sich selbst zum totalitären Diktator. Macías’ Herrschaft als Diktator war geprägt von seinem massiven Einsatz staatlicher Gewalt gegen seine politischen Gegner, nigerianische Wanderarbeiter und ethnische Minderheiten, insbesondere die Bubi. Schätzungsweise 35.000 bis 50.000 Menschen starben während Macías’ Herrschaft, viele von ihnen bei Massenmorden oder in den berüchtigten Gefangenenlagern des Landes. 1979 lebten 25 % der Bevölkerung des Landes im Exil.

## Ablauf
Im Sommer 1979 befahl Macías die Ermordung mehrerer Mitglieder seiner eigenen Familie. Dies ließ Obiang und mehrere andere Mitglieder seines engsten Kreises befürchten, dass Macías nicht mehr rational handelte. Obiang war Macías’ Neffe und der Bruder eines der Opfer.
Obiang, der auch als stellvertretender Verteidigungsminister diente, stürzte seinen Onkel am 3. August 1979. Der Putsch wurde vom Militär des Landes und Macías’ eigener, kubanischer Palastwache unterstützt; mehrere ausländische Botschaften, darunter die Spaniens und der Vereinigten Staaten, waren im Voraus über das Komplott informiert und leisteten in der Folgezeit finanzielle humanitäre Hilfe. Nach seinem Sturz flohen Macías und seine persönliche Leibwache in Macías’ Heimatdorf Nzeng-Ayong und nahmen unter dem Schutz loyaler Militärs einen befestigten Bunker in Beschlag. Der darauf folgende Konflikt zwischen Obiang und Macías’ Truppen führte zum Tod von 400 Personen; er endete, als Macías seine persönliche Schatzkammer niederbrannte und in Richtung der Grenze zu Kamerun floh. Eine Truppe unter Marinekommandeur Florencio Mayé nahm Macías am 18. August gefangen und er und sechs seiner Verbündeten wurden am 29. September hingerichtet. Obiang ist seit dem Putsch Präsident von Äquatorialguinea.